# Guriaso
Guriaso è un centro abitato della Papua Nuova Guinea.